# Boys (песня Дина Броди)
«Boys» — песня канадского кантри-певца Дина Броди при участии американской кантри-певицы Микки Гайтон, вышедшая 18 ноября 2020 года в качестве 3-го сингла с седьмого студийного альбома Броди Boys (2020). Соавторы песни Emily Reid, Matt McVaney и Travis Wood.
Сингл достиг первого места в канадском кантри-чарте Canada Country, став для Броди его 6-м чарттоппером и 1-м для Гайтон. Сингл получил золотой сертификат от Music Canada.

## История
Песня о разнице между тем, как мужчины и мальчики ведут себя в отношениях. Броуди заметил, что он был взволнован, услышав «невероятный вокал» Гайтон на треке.

## Отзывы
Песня "Boys" получила в целом положительные отзывы, причем несколько рецензентов отметили присутствие Микки Гайтон в песне. The Reviews Are In назвали песню «чудесным и красиво спетым дуэтом», поставив ей пятерку и заявив, что «добавление голоса Микки Гайтона просто фантастическое». Керри Дул из FYI Music News назвал трек «рефлексивной и философской балладой, которую [Броди] представил убедительно», добавив, что «вокальный вклад Гайтон придает ей дополнительный резонанс». Ассоциация British Columbia Music Association охарактеризовала эту песню как «поистине выдающееся предложение».

## Коммерческий успех
«Boys» поднялась на первое место в канадском хит-параде Billboard Canada Country в дату 3 апреля 2021 года. Для Броди он стал его шестым чарттоппером, а для Гайтон первым в её карьере. Она также стала первой чернокожей женщиной во главе канадского кантри-чарте Canada Country. Сингл достиг 65-го места в хит-параде Canadian Hot 100, став первым попаданием Гайтон в этот хит-парад. Песня получила золотой сертификат от Music Canada.

## Чарты
| Чарт (2021)                         | Высшая позиция |
| ----------------------------------- | -------------- |
| Канада (Billboard Canadian Hot 100) | 65             |
| Канада (Billboard Country)          | 1              |

## Сертификации
| Регион                                                                      | Сертификация | Продажи |
| --------------------------------------------------------------------------- | ------------ | ------- |
| Канада (Music Canada)                                                       | Золотой      | 40 000  |
| Данные о продажах + прослушиваниях приведены только на основе сертификации. |              |         |